# 长囊虱科
长囊虱科（学名：Dendrogastridae）为长囊虱目的一个科。该属的物种有形态独特的外套膜囊，上面的结构看起来像血管或者树枝。

## 下级分类
本科包括以下属：
- Bifurgaster Stone & Moyse, 1985
- 长囊虱属 Dendrogaster Knipovich, 1890
- Laocoon Nierstrasz & Entz, 1922
- Ulophysema Brattström, 1936